# Gordon Thomas Whyburn
Gordon Thomas Whyburn (7 janvier 1904 Lewisville, Texas - 8 septembre 1969 Charlottesville, Virginie) est un mathématicien américain qui travaille sur la topologie.

## Biographie
Whyburn étudie à l'Université du Texas à Austin, où il obtient un baccalauréat en chimie en 1925. Sous l'influence de son professeur Robert Lee Moore, Whyburn poursuit ses études à Austin mais se tourne vers les mathématiques et obtient une maîtrise en mathématiques en 1926 puis un doctorat en 1927. Après deux ans en tant que professeur adjoint à l'Université du Texas, avec l'aide d'une bourse Guggenheim, Whyburn passe l'année universitaire 1929/1930 à Vienne avec Hans Hahn et à Varsovie avec Kuratowski et Sierpinski. Après l'expiration de la bourse, Whyburn devient professeur à l'Université Johns-Hopkins. À partir de 1934, il est professeur à l'université de Virginie, où il modernise le département de mathématiques et passe le reste de sa carrière. Il est directeur du département jusqu'à sa première crise cardiaque en 1966; Edward J. McShane rejoint le département en 1935 et Gustav Arnold Hedlund est membre du département de 1939 à 1948. Au cours de l'année universitaire 1952/1953, Whyburn est professeur invité à l'Université Stanford. En 1953-1954, il est président de l'American Mathematical Society.
Whyburn reçoit le prix Chauvenet en 1938 et est élu membre de l'Académie nationale des sciences en 1951. Il a comme doctorants John L. Kelley et Alexander Doniphan Wallace.
Son frère William Whyburn (en) (1901-1972) est professeur de mathématiques à l'UCLA et s'est fait connaître pour ses travaux sur les équations différentielles ordinaires.